# 草場悠
草場 悠（ くさば ゆう、2003年5月7日 - ）は、大阪府出身のプロ野球選手（捕手）。右投右打。

## 経歴
中学校時代は池田ボーイズでプレーしていた。
履正社高等学校に進学し足の速さを見込まれ外野手に転向するも、ベンチ入りはならなかった。高校3年次にプロ野球志望届を提出するが選ばれることはなかった。チームとしては第101回全国高等学校野球選手権大会で優勝、第74回国民体育大会ベスト4など成績を残している。2学年上に井上広大、1学年上に内星龍と田上奏大、2学年下に福田幸之介がいた。
大学には進学せず四国アイランドリーグplusに所属する高知ファイティングドッグスに2022年シーズンから入団した。入団に際して外野手から再び捕手に転向する。高知では23試合で打率.122を記録した。シーズン終了後の10月12日に自由契約で高知を退団した。
2023年はベイサイドリーグに所属していた千葉スカイセイラーズに入団した。千葉では多くの出場機会を得ることはなく、シーズン終了後の10月4日に自由契約で千葉を退団した。
2023年12月7日、2024年シーズンから日本野球機構のウエスタン・リーグに新規参入するくふうハヤテベンチャーズ静岡（当時正式球団名未定）に入団することが発表された。背番号は22。
公式戦では49試合の出場で打率.171、3打点、1盗塁の成績であった。10月31日、契約満了による退団が発表された。11月20日、ベースボール・チャレンジ・リーグ（ルートインBCリーグ）の茨城アストロプラネッツに入団することが発表された。

## 詳細情報

### 独立リーグでの選手成績
高知時代の成績出典は一球速報.com、千葉時代の成績出典は野球DB。
| 年 度    | 球 団    | 試 合 | 打 席 | 打 数 | 得 点 | 安 打 | 二 塁 打 | 三 塁 打 | 本 塁 打 | 塁 打 | 打 点 | 盗 塁 | 盗 塁 死 | 犠 打 | 犠 飛 | 四 球 | 敬 遠 | 死 球 | 三 振 | 併 殺 打 | 打 率 | 出 塁 率 | 長 打 率 | O P S |
| -------- | -------- | ----- | ----- | ----- | ----- | ----- | -------- | -------- | -------- | ----- | ----- | ----- | -------- | ----- | ----- | ----- | ----- | ----- | ----- | -------- | ----- | -------- | -------- | ----- |
| 2022     | 高知     | 23    | 53    | 49    | 4     | 6     | 0        | 0        | 0        | 6     | 1     | 4     | 0        | 1     | 0     | 1     | -     | 2     | 22    | 0        | .122  | .173     | .122     | .295  |
| 2023     | 千葉     | 10    | 10    | 9     | -     | 2     | 0        | 0        | 0        | 2     | 1     | 0     | 0        | 0     | 1     | 0     | -     | 0     | 3     | 0        | .222  | .200     | .222     | .422  |
| IL：1年  | IL：1年  | 23    | 53    | 49    | 4     | 6     | 0        | 0        | 0        | 6     | 1     | 4     | 0        | 1     | 0     | 1     | -     | 2     | 22    | 0        | .122  | .173     | .122     | .295  |
| BSL：1年 | BSL：1年 | 10    | 10    | 9     | -     | 2     | 0        | 0        | 0        | 2     | 1     | 0     | 0        | 0     | 1     | 0     | -     | 0     | 3     | 0        | .222  | .200     | .222     | .422  |

### 背番号
- 22 （2022年、2024年 - ）
- 55 （2023年）